# Ben Barker (żużlowiec)
Ben Barker, właśc. Benjamin John Barker (ur. 10 marca 1988 w Truro) – brytyjski żużlowiec.

## Życiorys
Brązowy medalista młodzieżowych indywidualnych mistrzostw Wielkiej Brytanii (Thurrock 2008). Dwukrotny brązowy medalista indywidualnych mistrzostw Wielkiej Brytanii (Wolverhampton 2010, Wolverhampton 2014). Dwukrotny medalista drużynowych mistrzostw Wielkiej Brytanii: złoty (2010) oraz brązowy (2009).
Reprezentant Wielkiej Brytanii na arenie międzynarodowej, m.in. dwukrotnie w półfinałach drużynowych mistrzostw świata juniorów (Abensberg 2006, Debreczyn 2007), eliminacjach indywidualnych mistrzostw świata juniorów (2007, 2008, 2009) oraz eliminacjach Drużynowego Pucharu Świata (2011, 2013). Trzykrotnie był rezerwowym w brytyjskich rundach cyklu Grand Prix (Cardiff 2010, Cardiff 2011, Cardiff 2012).
W lidze brytyjskiej reprezentant klubów z Isle Of Wight (2004), Edynburga (2004), Exeter (2005), Somerset (2005–2006), Reading (2005–2007), 
Belle Vue (2007), Stoke (2007–2008), Coventry (2008–2010), Birmingham (2011–2014), Plymouth (2011–2012, 2014) oraz Ipswich (2013). W lidze polskiej reprezentował barwy klubów: WTS Wrocław (2008–2009), Kolejarz Opole (2010–2011) oraz Victoria Piła (2014).